# Look Back in Anger (canción)
«Look Back in Anger» es una canción escrita por los músicos británicos David Bowie y Brian Eno para el álbum de 1979, Lodger. La canción trata sobre un “ángel malvado de la muerte”, y contiene un solo de guitarra interpretado por Carlos Alomar.

## Video musical
David Mallet dirigió un videoclip para la canción, en el cual aparece Bowie en un estudio de grabación. El escenario estuvo basado en la conclusión de The Picture of Dorian Gray de Oscar Wilde.

## Lanzamiento y recepción
RCA Records no estaba seguro si Estados Unidos estaba listo para la androginia sexual de «Boys Keep Swinging», el sencillo principal para la mayoría de los territorios, así que «Look Back in Anger» fue publicado como sencillo en su lugar. El lado B fue «Repetition», una canción sobre la violencia doméstica.
«Look Back in Anger» obtuvo una reputación mixta dentro del círculo de comentaristas de Bowie. Los críticos Roy Carr y Charles Shaar Murray la describieron como “probablemente el punto más bajo” de Lodger, mientras que Nicholas Pegg la consideró como “una de las mejores canciones del álbum” y Chris O'Leary la llamó como “una de las canciones más fuertes a mediados de los años 1970”.

## Versiones en vivo
- Una presentación en vivo durante la gira de Serious Moonlight, filmada el 12 de septiembre de 1983, fue incluida en Serious Moonlight y en la caja recopilatoria Loving the Alien (1983–1988).[8]
- Una versión grabada en 1995 durante la gira de Outside Tour fue publicada como parte del álbum en vivo Ouvrez le Chien (Live Dallas 95).[9]
- Una versión grabada en el National Exhibition Centre, Inglaterra el 13 de diciembre de 1995 fue publicada en No Trendy Réchauffé (Live Birmingham 95).[10]

## Otros lanzamientos
- La canción fue publicado como sencillo junto con «Repetition» como lado B el 20 de agosto de 1979.[11]
- La canción ha aparecido en numerosos álbumes compilatorios de David Bowie:
  - Golden Years (1983)
  - Sound + Vision (1989)
  - The Singles Collection (1993)
  - The Best of David Bowie 1974/1979 (1998)
  - The Platinum Collection (2005)
- La canción apareció en la banda sonora de la película de 1981, Christiane F.[12]

## Lista de canciones
1. «Look Back in Anger» – 3:08
2. «Repetition» – 3:00

## Créditos
- David Bowie – voz principal
- Dennis Davis – batería
- George Murray – bajo eléctrico
- Carlos Alomar – guitarra
- Sean Mayes – piano
- Tony Visconti – coros
- Brian Eno – sintetizador, trompeta, trompa